# Іцхак Гіттерман
Іцхак Гіттерман (івр. יצחק_גיטרמן; нар. 1889 — пом. 1943) — директор Американського єврейського об'єднаного розподільчого комітету (JDC) у Польщі та член підпільної єврейської бойової організації .

## Біографія
Гіттерман народився в селі Горностайпіль Російська імперія (нині — Київська область, Україна), і розпочав кар'єру з підтримки біженців та інших жертв переслідування під час Першої світової війни. У 1921 році він був призначений директором JDC у Польщі. Брав участь у реабілітації єврейського населення та створенні соціальних установ.
З вторгненням Німеччини до Польщі в 1939 році Гіттерман виїхав з Варшави до Вільни, де швидко розпочав операції з надання допомоги громаді біженців. У грудні 1939 року Гіттерман виїхав з Литви до Швеції, щоб звернутися за сторонньою допомогою для євреїв в окупованій Польщі. Німці зупинили його корабель у Балтійському морі та заарештували всіх громадян Польщі військового віку. Гіттерман був інтернований у табор для військовополонених і повернувся до Варшави у квітні 1940 року.
Гіттерман продовжував свою діяльність на підтримку єврейської самодопомоги у Варшаві навіть після припинення фінансування від JDC. Він брав активну участь у операціях гетто-підпілля, включаючи підпільні зусилля щодо документування досвіду гетто (з кодовою назвою «Онег Шаббат»). Коли надходили повідомлення про масове вбивство євреїв у Польщі, Гіттерман допомагав збирати кошти на придбання зброї для Єврейської бойової організації у варшавському гетто .
Іцхак Гіттерман був убитий 18 січня 1943 року беручи участь у опорі в перший день другої великої хвилі депортації з Варшавського гетто.